# 皮埃尔-勒内·勒马
皮埃尔-勒内·勒马（法語：Pierre-René Lemas，1951年2月23日—）是法国高级官员。曾任爱丽舍宫秘书长。

## 经历
1951年2月23日出生于法属阿尔及利亚阿爾及爾。父母都是“黑脚”。
毕业于巴黎政治学院和国家行政学院。在行政学院，他和弗朗索瓦·奥朗德、塞格琳·羅雅爾、多米尼克·德维尔潘和亨利·德·卡斯特等人是同学。
1981年进入法国内政部工作，曾任布舍龙部长的秘书。2003年至2006年担任科西嘉岛行政长官，期间曾经历枪击恐吓。
2012年至2014年担任法国爱丽舍宫秘书长。2014年至2017年担任法国存托银行行长。

## 荣誉
- 骑士级法国荣誉军团勋章（2015年12月31日）[6]
- 大十字级秘鲁太阳勋章（2013年4月18日）